# パラペルシジバカ属
パラペルシジバカ属（パラペルシジバカぞく、Paraperlucidibaca）はプロテオバクテリア門ガンマプロテオバクテリア綱シュードモナス目モラクセラ科の属の一つであり、グラム陰性かつ胞子形成性の桿菌である。